# 安德伍德公園 (加利福尼亞州)
安德伍德公園（英語：Underwood Park）是位於美國加利福尼亞州門多西諾縣的一個非建制地區。該地的面積和人口皆未知。

## 地理
安德伍德公園的座標為39°51′36″N 123°43′01″W / 39.86000°N 123.71694°W，而該地的平均海拔高度為304米（即997英尺）。